# Egemen Gençalp
Egemen Gençalp (* 21. Dezember 1987 in Izmir) ist ein türkischer Fußballtorhüter.

## Karriere
Gençalp begann seine Profikarriere 2006 bei Manisaspor, kam dort aber über die Reservistenrolle nicht hinaus und wurde dreimal verliehen. 2011 wechselte er zu Istanbul Güngörenspor, hier war er Stammtorwart und bestritt 43 Spiele. 2013 wechselte er zu Göztepe Izmir und ist hier wieder Ersatztorwart. Mit diesem Klub beendete er die Saison 2014/15 als Meister der TFF 2. Lig und stieg damit in die TFF 1. Lig. Am Saisonende verließ er den Verein wieder und wechselte zu Kocaeli Birlikspor.

## Erfolg
Mit Manisaspor
- Meister der TFF 1. Lig und Aufstieg in die Süper Lig: 2014/15

Mit Göztepe Izmir
- Meister der TFF 2. Lig und Aufstieg in die TFF 1. Lig: 2014/15

Mit Altay İzmir
- Meister der TFF 2. Lig und Aufstieg in die TFF 1. Lig: 2017/18